# Стены Кёльна
Стены Кёльна (нем. Stadtmauer Köln) — крепостные линии стен, построенные в несколько этапов на протяжении веков. Первую стену в виде квадрата построили римляне между концом I-го и III-м веками для крепости «Колония Клаудиа Ара Агриппиненсиум». В средние века возникла более просторная полукруглая линия укреплений. Последним расширением было кольцо крепостей прусского периода с 1815 года, а с 1881 года стены планомерно сносились, и сохранилось только нескольких остатков, являющихся охраняемыми памятниками архитектуры города.

## Римская стена
Хронология и история строительства первых древних городских укреплений в Кельне неясны. Тацит упоминает укрепления I века. Конструкция и размеры этих объектов неизвестны. По данным археологических раскопок 2008 г., найденные остатки опалубочных щитов бетонного фундамента восточной стороны крепости дендрохронологически датированы 89 г.н.э.
Значительные части многоэтапно построенной римской каменной стены сохранились до наших дней. Со стороны Рейна сооружение относится к I веку, но другие важные части были построены, вероятно, только во II-III веках. Надпись императоров Валериана и Галлиена (253-260(?) и 253-268) на арке северных ворот к западу от сегодняшнего Кёльнского собора (сегодня в Римско-германском музее) указывает на этап строительства в III  веке. Архитектурное решение и художественное оформление так называемой римской башни в северо-западном углу первой крепости, по крайней мере, в его верхней части, также должно относиться к III веку.

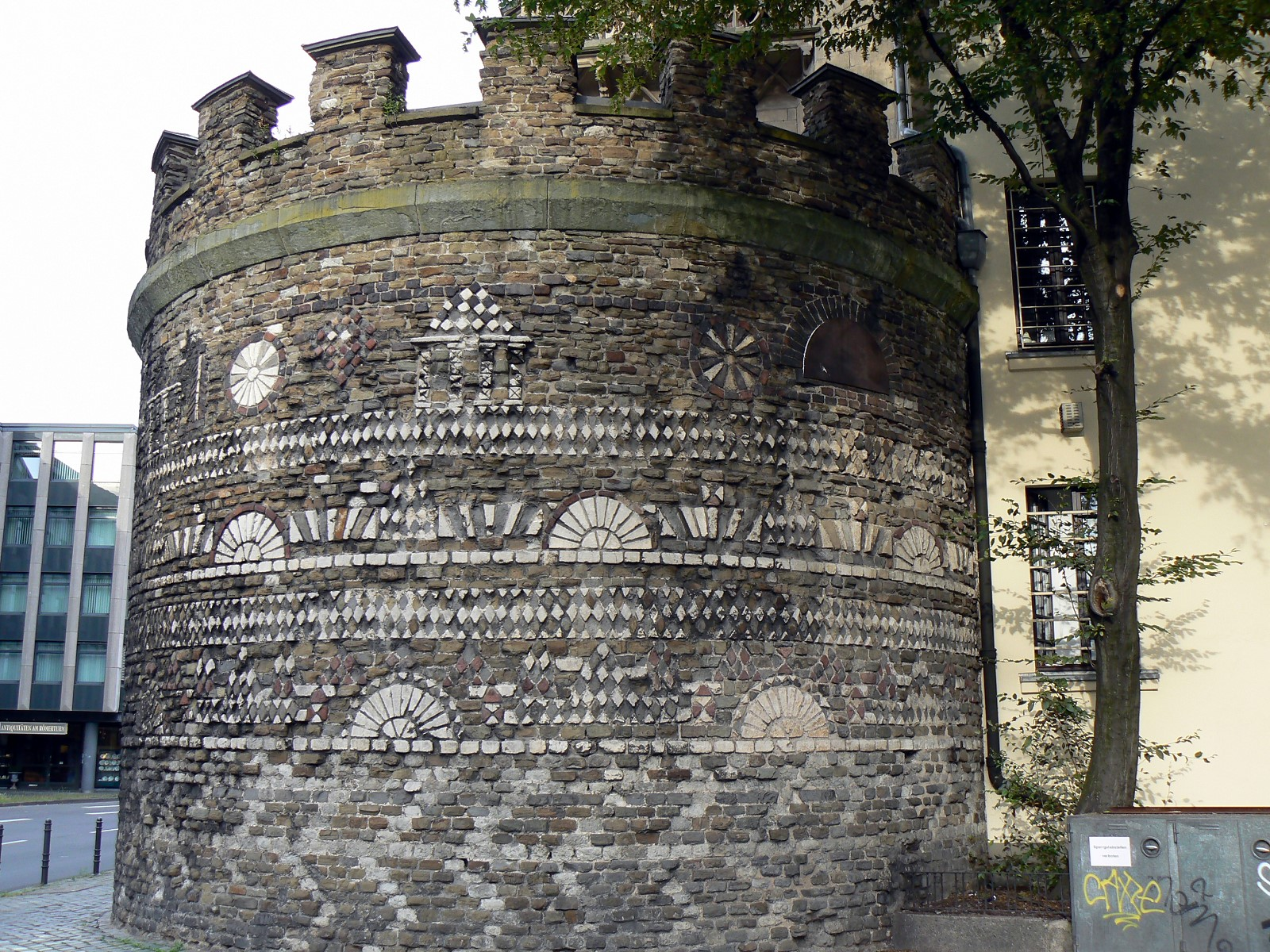
Римская башня
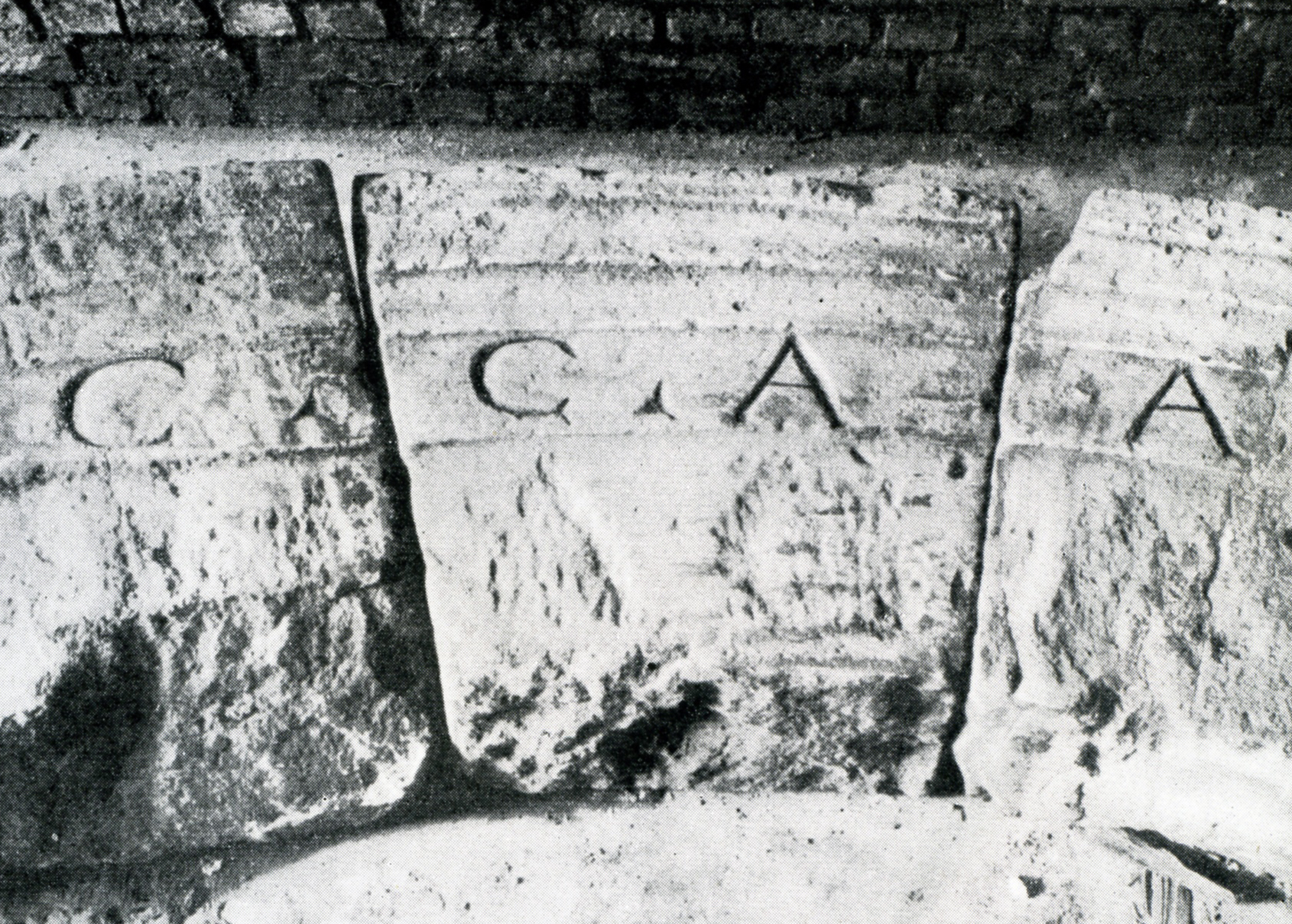
Надпись Северных ворот (ССАА — Колония Агриппина)
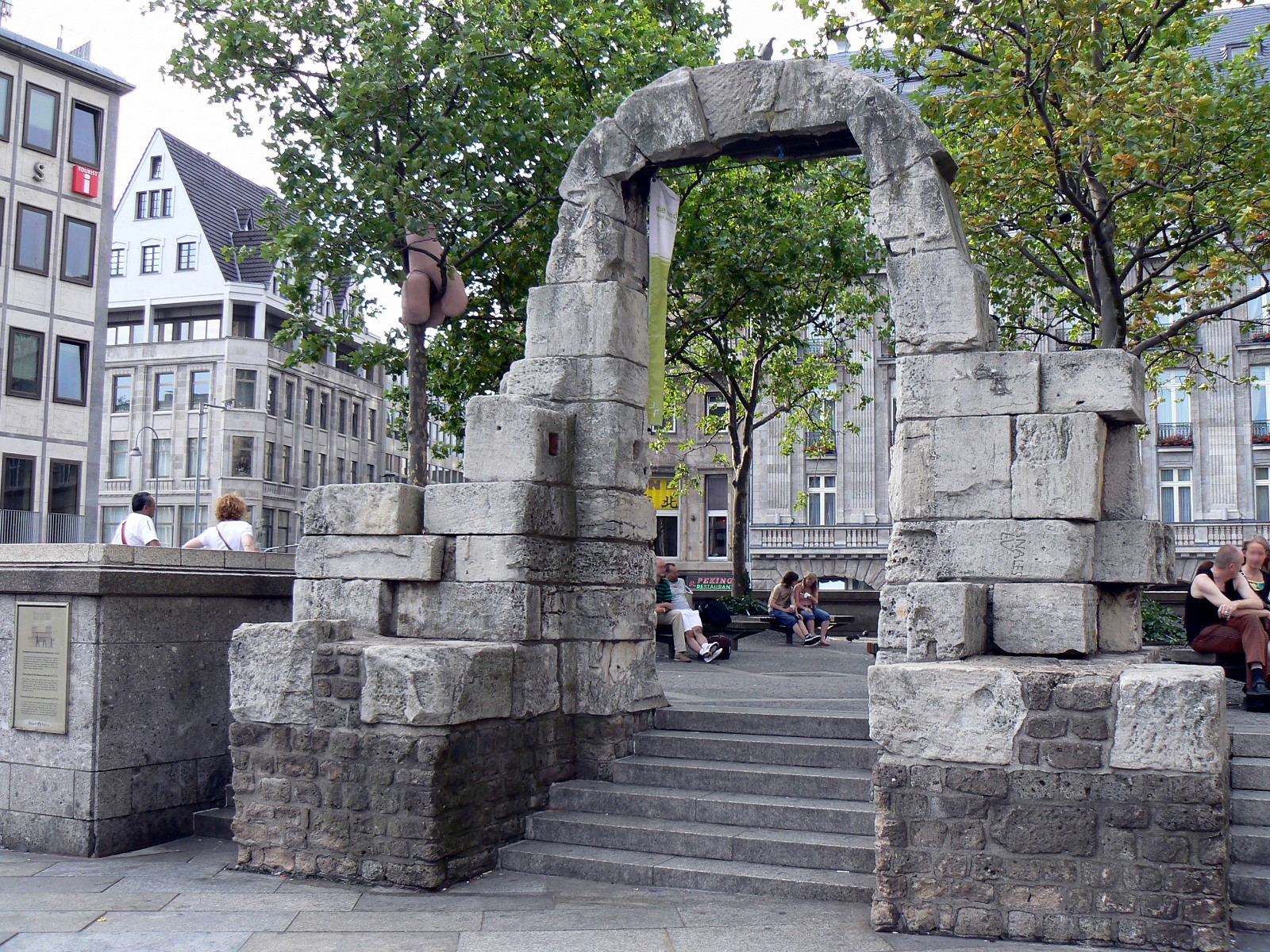
Реконструированный боковой проход Северных ворот
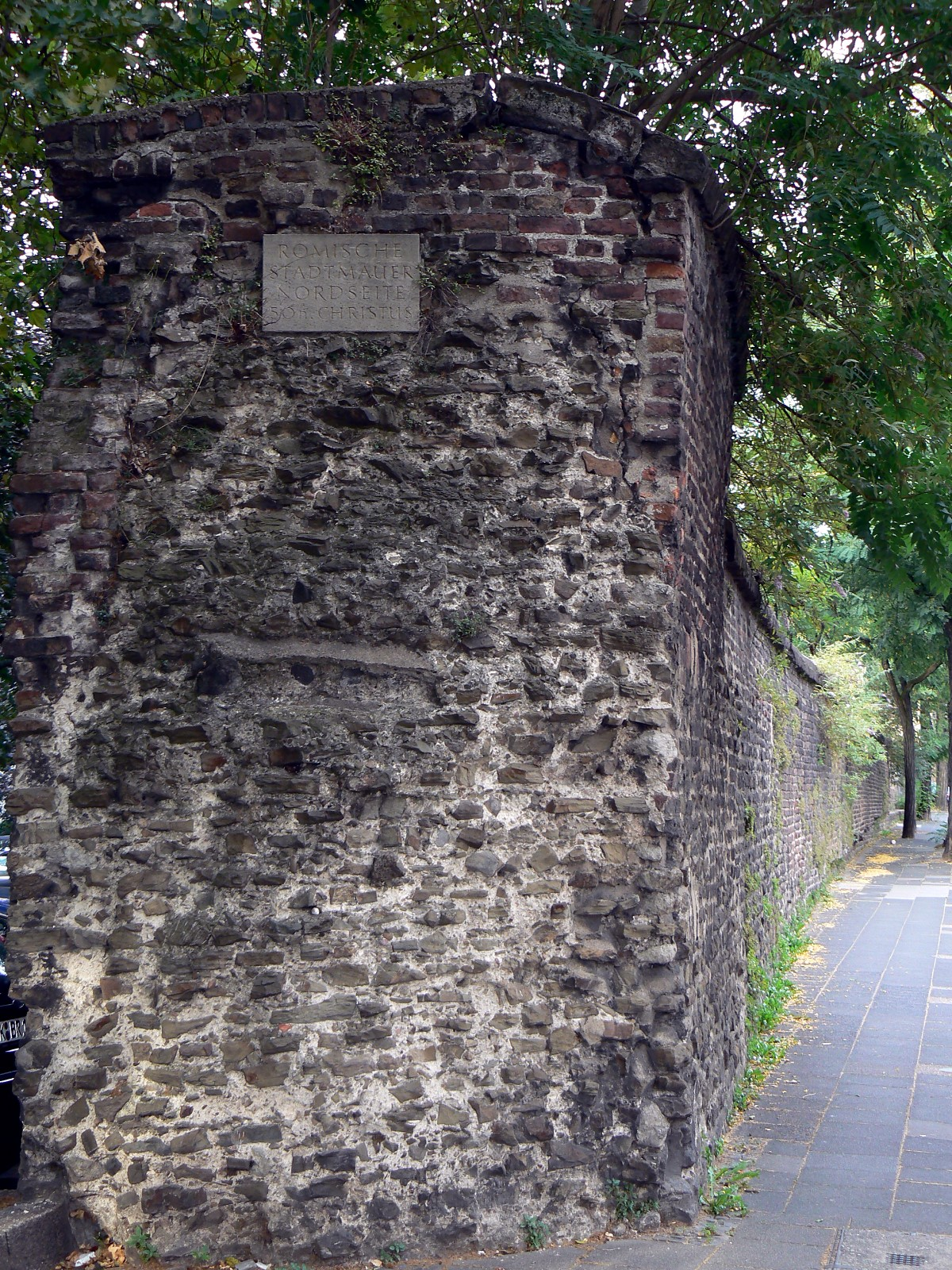
Остаток римской стены (северная сторона)
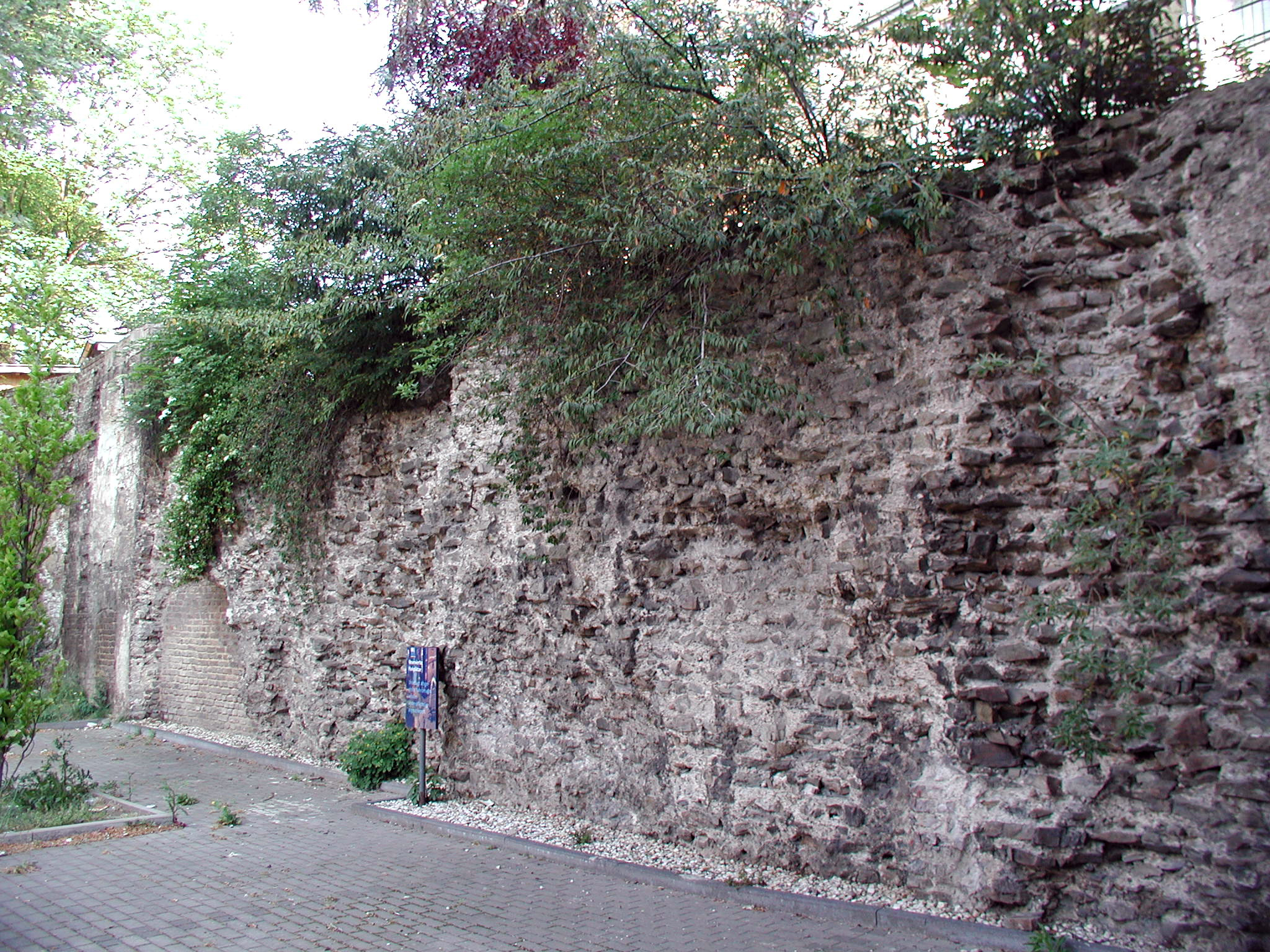
Римская Южная стена, Мюленбах

### Исследования письменных источников и сохранности археологических памятников
Обширные исследования поверхностного слоя, которые были проведены в Кёльне в 1880-х годах для запланированной новой канализационной системы и были завершены в 1890 году, предоставили учёным ряд новых сведений о римском прошлом города. Тщательные исследования, в том числе и первых городских укреплений, проводились под руководством инженера, а затем руководителя городского строительства Карла Штойернагеля (1848-1919) и его коллеги Рудольфа Шульце (1854-1935), который затем перешёл в Бонн в качестве руководящего мастера-строителя, и опубликовавшего в 1895 г. результаты исследований в Боннском ежегоднике. Помимо работ Стефана Брельмана, Эннена, Койссена и других исследователей, в своей публикации о римском Кёльне Клемен ссылался прежде всего на результаты исследований Шульце и Штойернагеля, которые до сих пор являются основой для сохранения археологических памятников в Кёльне.

### Длины сторон и направления стены

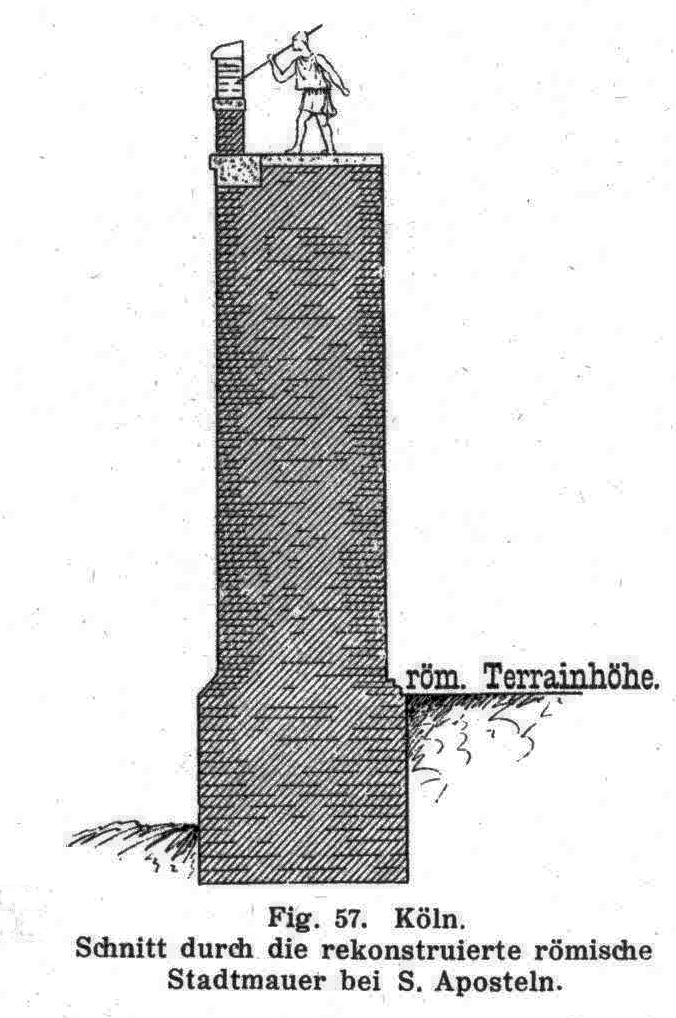
Реконструкция участка стены у церкви Св. Апостолов

Римская городская стена, как сооружение с воротами и башнями, представляла из себя неправильный четырёхугольник, который был приспособлен к естественному ландшафту и приближался по форме к квадрату. Соответствующие длины сторон и её направлений изложены у Пауля Клемена в 1906 году:

#### Западная стена 1179,90 м.
Начиная с улицы «Альте Мауэр-ам-Бах» стена шла по небольшой дуге за восточным рядом домов Маврикийштайнвег, затем по западной стороне Клеменсштрассе, далее по улице «Ам Лаах» и вдоль хоровой апсиды церкви Св. Апостолов, далее по Гертруденштрассе и по дуге за восточными домами на Санкт-Апернштрассе в сторону Римской башни.

#### Северная стена 948,90 м.
От Римской башни прямо на восток к башне на пересечении с улицей Берлих, оттуда немного севернее по северной стороне улицы Бургмауер, в конце которой пересекала улицу Домклостер и шла под северной боковой стеной Кёльнского собора к столбу IV железнодорожного виадука.

#### Восточная сторона 881,70 м.
Восточная стена шла по прямой от столба IV на Транкгассе в южном направлении по улицам Унтер Ташенмахер, Бюргерштрассе и Юденгассе, там под ратушей до пересечения с улицей Обенмарспфортен, затем немного восточнее по восточной стороне Мартинштрассе ( «bovenmauren») до восточного конца улицы Мюленбах.

#### Южная сторона 903,30 м.
Южная стена шла на запад вдоль ручья Дуффесбах, идущего из Хюрта (ныне скрыт под землёй), ниже северного ряда домов на улицах Мюленбах и Блаубах и за Бахемштрассе дальше на запад, по южной стороне улицы «Альте Мауэр-ам-Бах», до угловой башни на улице Грихенпфорте.

## Literatur
- Ulrich-Walter Gans: Zur Datierung der römischen Stadtmauer von Köln und zu den farbigen Steinornamenten in Gallien und Germanien. In: Jahrbuch des Römisch-Germanischen Zentralmuseums Mainz, S. 211–236, 52. Jahrgang Teil 1, Verlag des Römisch-Germanischen Zentralmuseums 2006, ISSN|0076-2741. (PDF-Dokument)  (нем.)
- Alexander Hess: Die bastionäre reichsstädtische Stadtbefestigung Kölns der frühen Neuzeit. In: Fortis Das Magazin 2017, S. 12–32, herausgegeben von Fortis Colonia, Köln 2017.[1]  (нем.)
- Johannes Krudewig (Quellen), in: Die Kunstdenkmäler der Stadt Köln. Im Auftrage des Provinzialverband der Rheinprovinz. Band VI, Abteilung I. Quellen, und Abteilung II., Joseph Klinkenberg, Das Römische Köln. In Verbindung mit Otto von Falke, Eduard Firmenich-Richartz, Joseph Klinkenberg, Johannes Krudewig, Hugo Rahtgens und Edmund Renard. Hrg. von Paul Clemen. Druck und Verlag L. Schwann, Düsseldorf, 1906. (Nachdruck Pädagogischer Verlag Schwann, 1980, ISBN 3-590-32108-3).  (нем.)
- Thomas Otten, Hansgerd Hellenkemper, Jürgen Kunow, Michael Rind: Fundgeschichten – Archäologie in Nordrhein-Westfalen. Begleitbuch zur Landesausstellung NRW 2010. Im Auftrag des Ministeriums für Bauen und Verkehr des Landes Nordrhein-Westfalen in Zusammenarbeit mit der Archäologischen Gesellschaft Köln e. V., 2010, ISBN 978-3-8053-4236-0. (Museumsausgabe)  (нем.)
- Marcus Trier: Archäologie in Kölner Kanälen. In den Fußstapfen von Rudolf Schultze und Carl Steuernagel. In: Heinz-Günter Horn und andere (Hrsg.): Von Anfang an. Archäologie in Nordrhein-Westfalen. Zabern, Mainz 2005, ISBN 3-8053-3467-2. (Schriften zur Bodendenkmalpflege in Nordrhein-Westfalen, 8)  (нем.)
- Hermann Keussen: Topographie der Stadt Köln im Mittelalter. in 2 Bänden. Köln 1910. (Reprint: Droste-Verlag, Düsseldorf 1986, ISBN 3-7700-7560-9 und ISBN 3-7700-7561-7).  (нем.)
- Hans Vogts, Fritz Witte: Die Kunstdenkmäler der Stadt Köln. im Auftrage des Provinzialverbandes der Rheinprovinz und der Stadt Köln. Herausgegeben von Paul Clemen, Bd. 7, Abt. IV: Die profanen Denkmäler der Stadt Köln. Verlag L. Schwann, Düsseldorf 1930. (Nachdruck: Pädagogischer Verlag Schwann, 1980, ISBN 3-590-32102-4).  (нем.)
- Stephanie Habeth-Allhorn: 175 Jahre Cellitinnen zur hl. Maria in der Kupfergasse, eine sozial-karitative Ordensgemeinschaft im Herzen von Köln. Bachem, Köln 2003, ISBN 3-7616-1768-2.  (нем.)
- Rheinhard Zeese: 1900 Jahre befestigtes Köln. CD, LEB – Brühl, 2006.  (нем.)